# Падение Берлина. 1945
«Падение Берлина. 1945» (англ. Berlin: The Downfall 1945) — книга английского историка Энтони Бивора о штурме и взятии Берлина. Вышла в 2002 году; в России выпущена издательством «АСТ» в 2004 году. Была признана бестселлером № 1 в семи странах, не считая Великобритании, и вошла в первую пятёрку ещё в 9 странах.
Публикация книги вызвала резкие протесты со стороны посольства России в Лондоне и двух российских военных историков, прежде всего ввиду того, что в ней утверждалось о массовых групповых изнасилованиях советскими солдатами немецких женщин. Всего, по утверждениям Бивора, пострадало до 2 миллионов немок.

## Содержание
Книга составлена с использованием материалов из архивов стран Западной Европы, СНГ и России, а также проведённых автором многочисленных интервью с участниками и свидетелями событий. Хронологический охват — от начала советского наступления в январе 1945 г. до первых послевоенных дней; центральное место занимает сама битва за Берлин. В книге подробно анализируются боевые действия, а также повседневная и бытовая сторона событий (так, первая глава книги посвящена быту Берлина на рубеже 1945 г.); картина даётся глазами как немецких, так и советских участников, с широкой опорой на мемуары и авторские интервью, и отличается большой яркостью и образностью.

## Тема изнасилований
Хотя теме страданий немецкого мирного населения после падения Берлина посвящена всего одна глава, именно она вызвала резко отрицательные оценки в России по отношению к автору и книге в целом. В книге, в частности, описываются бедствия немецких беженцев и говорится о случаях жестокости солдат Красной Армии по отношению к гражданскому населению: грабежах, разрушении жилищ и изнасилованиях, носивших, по утверждениям Бивора, массовый характер:
Немецкие женщины вскоре осознали, что по вечерам, во время так называемых «часов для охоты», на улицах города лучше было не появляться. Матери прятали молодых дочерей по чердакам и подвалам. Сами они отваживались ходить за водой только ранним утром, когда советские солдаты ещё отсыпались после ночных пьянок. Будучи пойманными, они зачастую выдавали места, где прятались их соседи, пытаясь тем самым спасти собственных отпрысков<Kardorff. — Р. 358. Беседа с Левин. — 1999. — 14 октября>.

Берлинцы помнят пронзительные крики по ночам, раздававшиеся в домах с выбитыми окнами. По оценкам двух главных берлинских госпиталей, число жертв изнасилованных советскими солдатами колеблется от девяноста пяти до ста тридцати тысяч человек. Один доктор сделал вывод, что только в Берлине было изнасиловано примерно сто тысяч женщин. Причём около десяти тысяч из них погибло в основном в результате самоубийства. Число смертей по всей Восточной Германии, видимо, намного больше, если принимать во внимание миллион четыреста тысяч изнасилованных в Восточной Пруссии, Померании и Силезии. Представляется, что всего было изнасиловано порядка двух миллионов немецких женщин, многие из которых (если не большинство) перенесли это унижение по нескольку раз<Цит. по: Sander and Johr. — P. 54, 59.>. Подруга Урсулы фон Кардорф и советского шпиона Шульце-Бойзена была изнасилована «по очереди двадцатью тремя солдатами»<Kardorff. — Р. 358.>.. Позднее, находясь уже в госпитале, она накинула на себя петлю. 
Бивор также говорит о случаях насилий и жестокостей советских солдат по отношению к гражданам СССР и других стран, угнанным в Германию или взятым немцами в плен:
Наиболее шокирующими, с российской точки зрения, выглядят факты насилия советских солдат и офицеров, совершенные против украинских, русских и белорусских женщин и девушек, освобожденных из немецких рабочих лагерей<Сенявская. — 2000. — С. 184. — № 27.>. Многим девушкам было всего по шестнадцать, а то и по четырнадцать лет, когда их угоняли на принудительные работы в Германию. Подобного рода случаи делают совершенно несостоятельной любую попытку оправдать поведение советских солдат с помощью слов о том, что они, мол, мстили за преступления нацистов в Советском Союзе. Информацию об этом можно встретить не только в неопубликованном дневнике Василия Гроссмана. Существуют детальные доклады, в которых подробно описываются все обстоятельства дела.
Доктор исторических наук, ведущий научный сотрудник Института российской истории РАН Е. С. Сенявская, на монографию которой «Психология войны в XX веке: исторический опыт России» ссылается Бивор, утверждает, что в её книге ничего подобного нет, и приводит подлинный текст указанной страницы.
С другой стороны, эти утверждения могут быть вызваны ошибочной нумерацией ссылок в электронной версии книги, так как в бумажной версии Бивор ссылается на монографию Е. С. Синявской в другом месте.
Причины массовых изнасилований Бивор видит в нескольких факторах: месть за страдания, причинённые немцами во время войны; трансляция жестокости, которой солдаты, со своей стороны, подвергались со стороны командиров и вообще тоталитарной системы; подавление сексуальности в Советском Союзе и отсутствие у солдат сексуального образования:
Дело в том, что в 1920-е годы вопрос о сексуальной свободе активно обсуждался внутри коммунистической партии, однако в последующее десятилетие Сталин добился того, что советские люди стали считать себя живущими в обществе, где о сексе в принципе речи идти не может. И дело здесь не в пуританстве, а в том, что возобладала доктрина «деиндивидуализации» индивидуума. Чисто человеческие устремления и эмоции были задавлены. Работы Фрейда оказались под запретом. Развод и супружеская измена вызывали серьёзное неодобрение партии. Против гомосексуалистов проводились репрессии. В советской системе вообще не предусматривалось никакого сексуального образования. В живописи считалось недопустимой эротикой рисовать женщин в платье с большим вырезом на груди. Они должны были изображаться в закрытых костюмах. Режим однозначно требовал, чтобы любая форма вожделения превращалась в любовь к партии, и прежде всего к Великому Вождю.

Следствием подавления советским государством сексуальных желаний своих граждан стал так называемый «барачный эротизм», который, несомненно, был более примитивным и жестоким, чем самая убогая иностранная порнография. И на все это накладывалось бесчеловечное влияние пропаганды, которая окончательно подавляла все сексуальные импульсы у людей. Таким образом, большинство советских солдат не имели необходимого сексуального образования и просто не знали, как правильно обходиться с женщиной.
При этом Бивор отмечает, что отношения советских солдат с немецкими женщинами прошли несколько стадий, от прямых и грубых массовых изнасилований через отдачу себя «под покровительство» конкретному солдату
к добровольной или полудобровольной продаже «любви» за продукты и прочие блага, а затем и к сформированию более или менее устойчивых пар.
Как считает Бивор, «об изнасилованиях немецких женщин в советское время было запрещено не только писать, но и говорить». Из россиян эту тему затрагивали главным образом историки-эмигранты, — прежде всего Лев Копелев. 

## Оценки
Немедленно после выхода, книга получила положительные рецензии в ряде западных газет. Историк Франк Мак Линн писал в газете «Индепендент», что книга «одним ударом» делает устаревшими все предыдущие исследования на эту тему.
В прессе особо акцентировалось внимание на части книги, посвящённой вопросу об изнасилованиях. В 2002 году в британской газете The Daily Telegraph вышла статья Даниэла Джонсона, написанная на основе книги Бивора; автор особо отмечал, что, по данным Бивора, солдаты Красной армии насиловали также женщин, освобождаемых из концлагерей, а «во многих городах и посёлках была изнасилована каждая женщина в возрасте от 10 до 80 лет». Автор утверждает, что советское командование поощряло грабежи и массовые изнасилования, напоминая в связи с этим о словах Сталина Миловану Джиласу: «Как так, Вы не можете понять солдата, который прошагал тысячи километров через кровь, огонь и смерть и хочет развлечься с женщиной или взять себе какую-нибудь безделушку?».
Тогда же газета The Guardian опубликовала статью Бивора под заголовком «Они изнасиловали всех немок в возрасте от 8 до 80 лет» (в заголовок вынесена приводимая Бивором фраза советского военного корреспондента Натальи Гессе). Бивор резюмировал приводимые им утверждения следующим образом: «События 1945 года ясно показывают нам, каким тонким может быть налет цивилизованности, если нет боязни ответных действий. Они также напоминают, что у мужской сексуальности есть тёмная сторона, о существовании которой мы предпочитаем не вспоминать».
Российский посол в Великобритании Григорий Карасин назвал статью в «Дейли Телеграф» «ложью и инсинуациями», «клеветой против людей, спасших мир от нацизма». В ответ Д. Джонсон заявил: «западные историки согласны с тем, что в 1945—1947 годах советские войска изнасиловали сотни тысяч, возможно, миллионы немецких женщин. Акты изнасилования подробно задокументированы, равно как и факт, что Сталин терпел и даже поощрял их как форму мести».
Сотрудник Института всеобщей истории РАН Олег Ржешевский пишет, что в книге Бивора отсутствуют документы по обсуждаемым проблемам. По мнению Ржешевского, Бивор возвращает «образ „азиатских орд“, который вбивала в головы немцев нацистская пропаганда, а затем небольшая группа историков-неофашистов». По мнению Ржешевского, «сведения о „массовом насилии“ основываются на свидетельствах типа „берлинцы помнят…“, „один доктор подсчитал…“, что не приемлемо для научного исследования, на которое претендует книга». Ржешевский ставит в вину Бивору то, что «сведения о количестве изнасилованных или погибших по этой причине женщин (в том числе русских, украинок, полек и женщин других национальностей, которых освобождая из фашистских концлагерей, „на ходу“ насиловали советские солдаты) построены на пересказах самих жертв и очевидцев, выборочных отрывках из интервью и тому подобных свидетельствах».
Президент Академии военных наук Махмут Гареев и генерал Иван Третьяк, признавая отдельные факты изнасилований, отрицают их массовый характер. По их словам, виновные предавались военному трибуналу. Гареев назвал книгу Бивора «очередным пасквилем на советского солдата-освободителя», а самого Бивора «плагиатором», имея в виду то, что о массовых изнасилованиях немецкого населения первым заявил Геббельс.
Н. Мендкович в статье «Кто „изнасиловал Германию“»? указывает на абсурдность методики Хельке Зандер и Барбары Йор, на основании которой делается вывод о двух миллионах изнасилованных. Применение той же методики к данным по Гамбургу даёт до 13 миллионов изнасилований на территориях, оккупированных западными союзниками.
Со своей стороны Бивор считает, что «российским историкам очень сложно пытаться спорить с тем, информация о чём содержится в их же собственных архивах».
Российские исследователи отмечают по этому поводу, что в архивах действительно содержатся материалы о преступлениях, совершенных военнослужащими советской армии. Однако то, что в архивах они обозначаются именно как информация о преступлениях (а также имеются материалы следствия и приговоры по ним), мало согласуется с утверждениями Бивора о том, что командование советской армии не препятствовало преступлениям со стороны своих солдат и даже поощряло их.